# Amanda Blake
Amanda Blake (Buffalo (New York), 20 februari 1929 - Sacramento, 16 augustus 1989) was een Amerikaanse actrice.

## Biografie
Blake werd geboren als Beverly Louise Neill in 1929. Van 1955 tot 1974 speelde ze een hoofdrol in de serie Gunsmoke. Haar filmdebuut maakte ze in 1950 in Stars in My Crown naast Joel McCrea. Blake was viermaal gehuwd; haar eerste drie huwelijken eindigden in echtscheiding; haar vierde man overleefde ze. Ze overleed in 1989 aan de gevolgen van aids.

## Beknopte filmografie
- Stars in My Crown, 1950
- Duchess of Idaho, 1950
- A Star is Born, 1954
- The Red Skelton Show, 1957-1963
- Gunsmoke, 1955-1974
- The Edge of Night, 1983

- Biblioteca Nacional de España: XX4909992
- Gemeinsame Normdatei: 120331020X
- International Standard Name Identifier: 0000 0000 5215 4125
- Library of Congress Control Number: no99027002
- National Archives and Records Administration: 10574834
- SNAC: w6xd1h72
- Virtual International Authority File: 4560725
- WorldCat: E39PBJqfJDXVvR6hVKjf6JWMT3